# Indianismo (política)
El indianismo es una ideología política y anticolonial que promueve la liberación de los pueblos indígenas sometidos a la colonización. Considera que la cuestión indígena no es un problema de integración o tenencia de la tierra, sino que se centra en la lucha por el poder y autodeterminación. Su objetivo principal es la creación de un poder propio para los pueblos indígenas, en oposición a las estructuras estatales coloniales que históricamente los han marginado. Esta ideología surgió en Bolivia, y el sur del Perú durante la segunda mitad del siglo XX, principalmente impulsada por intelectuales aimaras y quechuas.  
A diferencia del indigenismo integracionista, el indianismo lo critica por promover la asimilación de los pueblos indígenas de Latinoamérica dentro de la sociedad dominante sin cuestionar las estructuras coloniales subyacentes. El indianismo sostiene que el indigenismo ha sido formulado desde una perspectiva mestiza o desde las élites eurodescendientes del periodo colonial, sin contar con la participación directa de los propios pueblos indígenas, lo que lo convierte en una interpretación ajena a la realidad indígena.  Uno de sus principales exponentes es el pensador boliviano Fausto Reinaga, cuya obra sentó las bases del indianismo contemporáneo e influyó en diversos movimientos políticos indígenas.

## Creencias y diferencias con el indigenismo
La principal diferencia entre el Indigenismo y el Indianismo es que el primero trata de asimilar los pueblos indígenas a la cultura occidental mientras que el Indianismo reivindica, e intenta liberar los pueblos indígenas del mandato de los colonizadores. Se definen a sí mismos como un movimiento político e intelectual de tendencia anticolonial, contra-cultural y contra-indigenista, con el objetivo de empoderar y educar a los indios para combatir al indigenismo, el cual es visto como algo impulsado por las oligarquías criollas liberales, o los grupos Progresistas serviles a estos últimos. 

“el indigenismo tanto en el Perú como en Bolivia, ha querido y quiere la integración del indio para acholarlo, para alienarlo, que la sub-raza chola asimile a la raza india, que el indio se diluya en el cholaje. Ningún indigenista desea la liberación del indio o de la raza india. El indigenismo desde Fray Bartolomé de las Casas hasta Mariátegui en Perú y Carlos Medinacelli en Bolivia, sólo desea a través de la cristianización antes y la civilización occidental ahora, conquistar, asimilar e incorporar a su propia sociedad al indio”
Fausto Reinaga

### Visión sobre el mestizaje y la estructura social
El indianismo percibe el mestizaje como una amenaza a la identidad indígena. Consideran que los mestizos trastocan sus costumbres ancestrales por conveniencia, en un intento por parecerse a sus progenitores españoles o por querer seguir las reglas culturales del Catolicismo (visto como una religión ajena de origen Judío, así como peligroso promotor de la asimilación). Siendo así que el mestizaje sería visto por ellos como una degradación occidentalista y una cultura híbrida sin derecho propio o algún valor. Sin embargo, no hay consenso sobre si eso implica necesariamente la prohibición de matrimonios mestizos por motivos eugenesicos, o si pueden tolerarse bajo condición de evitar una Occidentalización dañina en la cultura de dichas familias, que deben ser obligatoriamente indias de espíritu.
A nivel social, los indianistas sostienen que, pese a las independencias nacionales, América Latina sigue siendo una “sociedad india que soporta una estructura colonial”, por el que se presentan los males de estar en un estado de servidumbre los pueblos indios, junto a una manipulación cultural blanca y mestiza en la que se presentan como los criollos como la única casta con la protestad de edificar la nación (mientras se identifica al indio como si fueran generadores de pobreza por naturaleza), para terminar realizando políticas Señorialistas en el que concentraron la propiedad de la tierra en mano de unos pocos para explotar a la masa indígena con discursos de Libertad, igualdad y fraternidad. 
El movimiento desconfía de la democracia liberal y añoran una ruptura con una sociedad construida por los Citadinos desconocedores de la realidad india, mostrando una profunda lamentación por la migración del campo a la ciudad de los indígenas hacia las urbes, en las que serían marginados por una incompatibilidad cultural de su tradición con la cultura modernista de los criollos y mestizos europeizantes, y que solo provocarían movimientos reivindicatorios imperfectos, debido a que surgirían sindicalismos y agrarismos campesinos (como el Movimiento Nacionalista Revolucionario) que fuesen subordinados, conscientes o no, hacía el ideal de una élite de intelectuales de clase media que no acabó con los problemas reales hasta el día de hoy, solo concediendo reformas, consideradas insuficientes o inútiles, como el fin del Pongüeaje o la concesión del Voto universal.

### Objetivos y estrategias políticas
El objetivo a largo plazo del indianismo es la restauración de la sociedad india, la restauración del Collasuyo como un Estado-nación aimara autónomo que sea independiente de las repúblicas de Bolivia y del Perú, y más adelante incluso la restauración del Tahuantinsuyo (algunos con tendencias Monarquistas).   
Para alcanzar este fin, promovieron una estrategia de “guerra cultural” que se basaba en minar y destruir paulatinamente la “identidad nacional de los criollos” (los Nacionalismos post-Independencia hispanoamericana) y lograr alinear a un gran “bloque indio” que tendría la fuerza suficiente para declarar la guerra a las repúblicas criollas de Sudamérica, las cuales desconocen como países legítimamente constituidos o con derecho a que los representen. Aunque inicialmente tuvieron enfrentamientos con los indigenistas y grupos socialistas, con el tiempo terminaron aliándose a ellos para conseguir cargos relevantes en el gobierno y continuar difundiendo sus ideas más allá de Bolivia (sobre todo a principios del 2000).